# Filologia hiszpańska
Filologia hiszpańska – nauka o języku hiszpańskim, literaturze hiszpańskojęzycznej, dydaktyce języka hiszpańskiego oraz kulturze Hiszpanii. Dotyczy to również państw, gdzie język ten jest uznawany za język urzędowy jak i pomocniczy. Jest to także kierunek w szkole wyższej, którego przedmiotem dydaktyki i badań są wymienione dziedziny.